# Адыгская (Черкесская) международная академия наук
Адыгская (Черкесская) международная академия наук (сокр. АМАН) — российская научная организация, общественная академия наук, объединяющая учёных адыгских народов из Адыгеи, Кабардино-Балкарии, Карачаево-Черкессии и других регионов и стран и ставящая своей целью содействие проведению фундаментальных научных исследований.

## Описание
Головной центр АМАН располагается в Нальчике, Кабардино-Балкария, также в структуре АМАН числятся научные центры в Адыгее, Карачаево-Черкесии, Краснодаре и Москве, зарубежные представительства в Иордании и Израиле, Институт адыгской энциклопедии и Международный институт математики, нано- и информационных технологий (МИМНИТ). Организация управляется президиумом и общим собранием её членов.
По состоянию на 2022 год АМАН включает в себя 8 отделений: математических наук, информационных технологий и вычислительных систем; физических наук; энергетики, машиностроения, механики и процессов управления; химии и наук о материалах; медико-биологических наук; наук о Земле; общественных наук; историко-филологических наук.
По состоянию на 2018 год АМАН включала 361 человека, в том числе 250 действительных членов, 72 члена-корреспондента и 39 почётных членов. По состоянию на 2022 год АМАН включала всего 291 человека, в том числе 3 действительных члена Российской академии наук и 2 члена-корреспондента. По состоянию на 2017 год в составе АМАН были 68 лауреатов государственных наград России и 33 — субъектов России, 31 награждённый почётным званием России и 35 — субъектов России, 26 лауреатов государственных премий.

## История
АМАН основана в 1992 году в Майкопе, Адыгея по инициативе А. М. Нахушева, занимавшего должность её президента до 2018 года. В 2000-х годах АМАН принимала участие в создании Адыгской (Черкесской) энциклопедии, при этом, по данным филолога М. А. Хакуашевой, основную роль сыграли лично М. А. Кумахов и В. Х. Кажаров, а не АМАН.
По утверждению организации, по состоянию на 2017 год члены АМАН проводят научно-исследовательские мероприятия и публикуют научные статьи, под эгидой АМАН выходит научный журнал «Доклады АМАН» и выпускаются монографии и сборники. Издание «Кавказский узел» пишет, что на 2018 год АМАН была неактивной организацией: корреспонденту издания «не удалось добиться чёткого ответа от членов АМАН о каком-либо реализованном академией проекте», раздел «Новости» на сайте АМАН не обновлялся в 2014—2018 годах.
В 2018 году Нахушев умер и в должности президента АМАН его сменил А. Б. Каноков, глава Кабардино-Балкарии (2005—2013) и сенатор от региона (с 2013 года). Хакуашева выражала надежду, что с приходом в академию Канокова АМАН активизируется, поскольку Каноков известен как меценат адыгской культуры и науки.
По состоянию на 2022 АМАН проводит конкурсы бизнес-проектов и финансирует обучение молодёжи в школах бизнеса и информационных технологий.